# كلورو ثنائي ميثيل السيلان
كلورو ثنائي ميثيل السيلان هو مركب سيليكون عضوي صيغته C2H7ClSi، ويوجد على شكل سائل عديم اللون.

## التحضير
يحضر المركب من تفاعل كلورو الميثان مع ثنائي أكسيد السيليكون عند الدرجة 300 °س، باستخدام حفاز من النحاس.

## الخواص
يوجد المركب في الشروط القياسية على شكل سائل عديم اللون، وهو يتحلل عند التماس مع الماء.
درست بنية هذا المركب، بما في ذلك طول الروابط والزوايا بين الروابط، باستخدام مطيافية الميكرويف المدعمة بتحويل فورييه.